# Keylong
Keylong is een plaats in de Indiase deelstaat Himachal Pradesh. Het ligt in de regio Lahaul, vlak bij de samenkomst van de dalen van de Chandra en de Bhagu. Keylong is de districtshoofdstad van het district Lahul and Spiti. Het is de enige plaats in Lahaul met een markt.

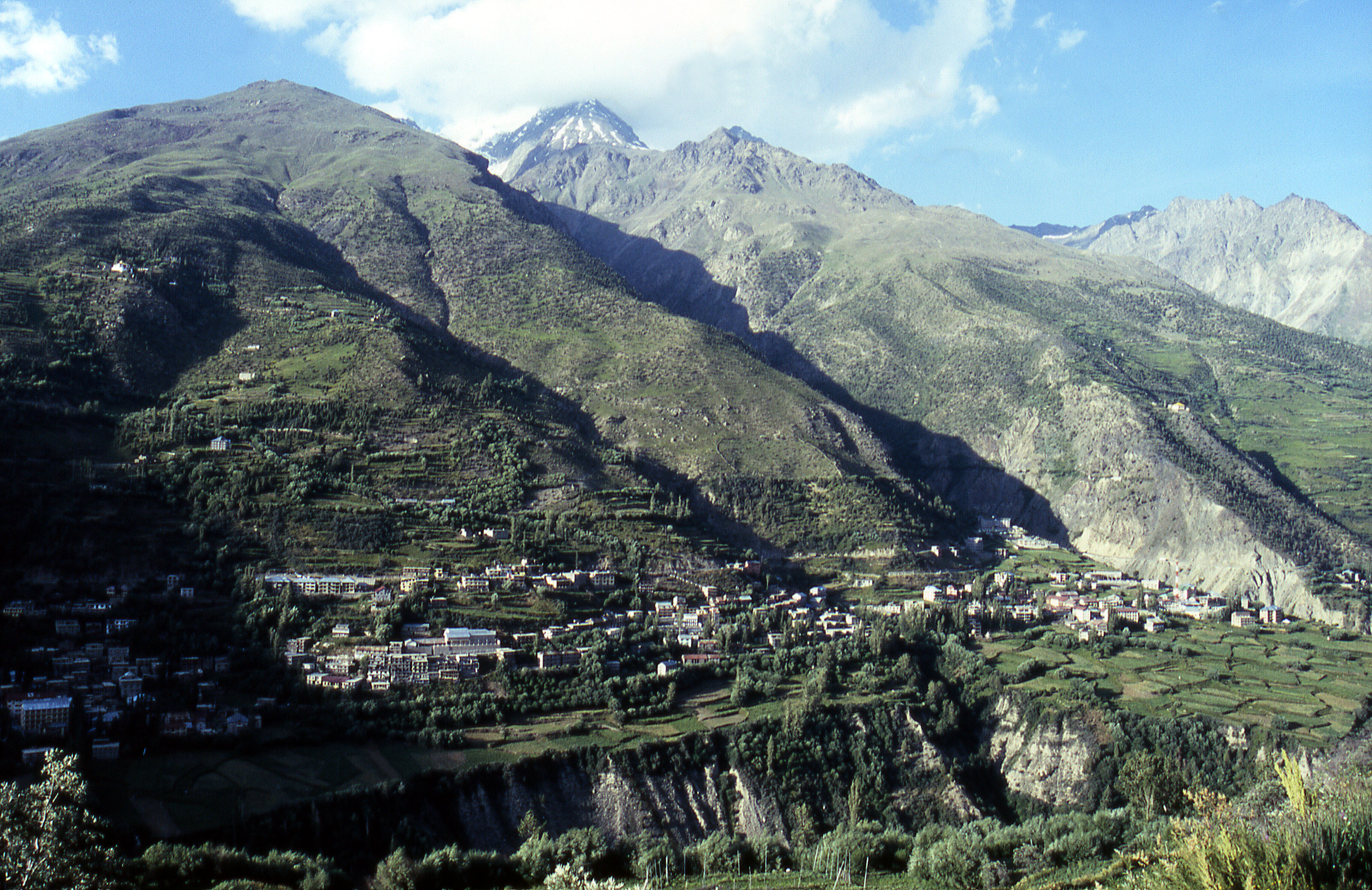
Gezicht op Keylong

Keylong ligt zo'n 800 m boven het Chandradal tegen de zuidhelling aan. Het is omringd door een iets vlakker deel van de helling waar wat landbouw plaats kan vinden. De weg door Keylong is onderdeel van de Leh-Manali Highway en gaat naar het noordoosten richting de Baralacha La naar Ladakh. Zo'n 8 km westwaarts ligt Tandi, waar de twee dalen samenkomen.
Keylong is half boeddhistisch, half hindoeïstisch. In de omgeving liggen een aantal gompa's (boeddhistische kloosters), meestal van de gelugorde. Keylong is de hoofdstad van Lahul and Spiti sinds 1960, daarvoor was Lahaul een eigen district met Khardong als hoofdstad. Khardong ligt op een paar kilometer van Keylong.